# ژرمانیای کوچک
ژرمانیای کوچک یا ژرمانیای سفلی (به لاتین: Germania Inferior) یک استان رومی در روم باستان بود که در ساحل غربی رود راین قرار داشت. بر پایه جغرافیای بطلمیوس ژرمانیای کوچ از دهانه رود راین تا دهانه رود ابرینگا که امروزه یکی از رودهای آر یا موزل شناخته می‌شود را در بر می‌گرفت. این استان شامل لوگزامبورگ امروزی، جنوب هلند، بخشی از بلژیک، بخشی از نوردراین-وستفالن در آلمان واقع در غرب راین می‌شد.